# Whoopty
Whoopty – piosenka amerykańskiego rapera CJ. Piosenka została pierwotnie wydana samodzielnie 30 lipca 2020 roku, po czym została ponownie wydana przez Warner Records po podpisaniu kontraktu z wytwórnią. Piosenka osiągnęła 19 miejsce na liście US Billboard Hot 100 w styczniu 2021 roku i dotarła do pierwszej trójki w Wielkiej Brytanii oraz do pierwszej dziesiątki listy Billboard Global 200. Utwór sampluje piosenkę „Sanam Re” Arijita Singha (2015).

## Tło
Piosenka zawiera fragment indyjskiej piosenki „Sanam Re” (2015) autorstwa Arijita Singha i Mithoon. Przypomina drill z Brooklyn’a i oznacza odejście od melodyjnego rapowania CJ. CJ powiedział, że otrzymał porównania do rapera Pop Smoke’a. W wywiadzie dla HipHopDX powiedział, że nieobecność Pop Smoke’a zainspirowała go do stworzenia „Whoopty”. Popularność piosenki przypisał energii zawartej w utworze i jego wideo.

## Krytyka
Alphonse Pierre z Pitchfork napisał, że chociaż piosenka „może być największym rekordem muzyki drill ostatnich kilku miesięcy”, „wszystko w niej jest tak boleśnie nieoryginalne”, ponieważ łączy w sobie „produkcję Pop Smoke’a z żargonem 22Gz”. We wcześniejszym artykule dla tej samej witryny Pierre stwierdził, że słowa „równie dobrze mogłyby zostać wyplute przez maszynę wyszkoloną na stronie Raps and Hustles na YouTube” i stwierdził, że „jedyną dobrą rzeczą, jaka kiedykolwiek wyszła ze Staten Island to Wu-Tu Clan”. Tom Breihan ze Stereogum miał podobną krytykę piosenki, chociaż dodał: „Piosenka działa. Porusza się”.

## Certifikaty
- USA – złota płyta[5]
- Polska – platynowa płyta[6]